# Georg Barfuß
Georg Barfuß (* 10. Juni 1944 in Lauingen (Donau)) ist ein bayerischer Politiker (CSU, FDP).

## Privates und Berufliches
Barfuß machte eine Ausbildung zum Bankkaufmann und arbeitete zunächst bei der Bayerischen Hypotheken- und Wechselbank in Lauingen (Donau). Er studierte von 1967 bis 1972 an der Ludwig-Maximilians-Universität München Diplom-Handelslehrer. Anschließend war bis 1986 als Lehrer in Augsburg, Günzburg und Lauingen (Donau) tätig.
Von 2004 bis zu seinem Einzug in den Landtag war er als Unternehmensberater und Professor für Wirtschaftspolitik an der privaten Fachhochschule für angewandtes Management tätig. Auf seiner Webseite bietet er Finanzierungen, Seminare und Hilfsleistungen bei Behördengängen an.
Georg Barfuß war 24 Jahre lang Mitglied der CSU, bevor er 2004 Mitglied der FDP Bayern wurde.
Barfuß erkrankte im Februar 2015 am Guillain-Barré-Syndrom. Ende Dezember 2017 heiratete der fünffache Vater seine dritte Frau Irina Barfuß.

## Wirken
Barfuß war von 1986 bis 2004 hauptamtlicher 1. Bürgermeister von Lauingen (Donau). Zu den Verdiensten seiner Amtszeit gehört die Integration ausländischer Einwohner. So wurde am 2. März 1996 die Hicret-Moschee in Lauingen als erste Moschee in Bayern mit Minarett und abgetrenntem Frauenbereich eingeweiht, wofür er 2003 mit dem Deutsch-Türkischen Freiheitspreis ausgezeichnet wurde. Das hat ihm jedoch auch vielfach Kritik von Seiten damaliger Parteikollegen der Christlich Sozialen Union sowie den Spitznamen „Türken-Schorsch“ eingebracht, da sie dieses Engagement als Affront gegen das Parteiprogramm sahen.
Seine Abwahl als Bürgermeister begleitete man in seiner Heimatstadt mit gemischten Gefühlen. Während Unterstützer sein Engagement für die Gemeinde und Gesellschaft als gewinnbringend betrachteten, wurde er von Gegnern vor allem wegen seiner schlechten Haushaltsführung vielfach kritisiert.
Bei der Bundestagswahl 2005 kandidierte er erfolglos im Bundestagswahlkreis Donau-Ries. Er war langjähriges Mitglied des Stadtrates Lauingen (Donau) und ist Mitglied des Kreistages von Dillingen a.d. Donau.
Bei der Landtagswahl 2008 kandidierte er im Stimmkreis Augsburg-Land, Dillingen erfolglos, wurde aber über die FDP-Bezirksliste Schwaben in den Landtag gewählt. Nachdem die FDP bei der Landtagswahl in Bayern 2013 die Fünf-Prozent-Hürde nicht überwinden konnte, schied er aus dem Landtag aus.
Er war als Integrationsbeauftragter des Freistaates Bayern vorgesehen und sagte in einem Interview, dass man die Scharia anwenden könne, soweit dies kompatibel  mit dem Grundgesetz der Bundesrepublik Deutschland sei.
Diese Äußerung wurde in Öffentlichkeit wie auch in der FDP als in einer aufgeklärten, säkularen Republik unerträglich empfunden, worauf Barfuß seine Bewerbung um das Amt des Integrationsbeauftragten zurückzog.
Ebenso handelte sich Barfuß von christlicher Seite Kritik ein, als er 2008 folgenden Satz verlautbart hatte: „Ich brauche in der Türkei keine Kirchen, wenn es keine Christen gibt“ und von einer Möglichkeit sprach, so viele Moscheen zu bauen wären, „wie die Muslime wollen“.
Somit war das Verhältnis zu den großen christlichen Kirchen nachhaltig gestört und auf vielen kleinen politischen Blogs und Zeitungen wurde laute Kritik an Georg Barfuß angebracht.
Durch den Ausschied der bayerischen FDP aus dem Landtag 2013 verlor Barfuß sein Landtagsmandat. 2017 bewarb er sich als FDP-Direktkandidat für den Stimmkreis Augsburg-Land, Dillingen für die Landtagswahl im Herbst 2018. In der Nominierungsveranstaltung setzte er sich jedoch nicht gegen seine Konkurrentin Claudia Stocker durch. Danach kündigte er an, 2020 nicht mehr für den Kreistag zu kandidieren und künftig dem Gundelfinger, und nicht mehr dem Lauinger FDP-Ortsverband angehören zu wollen.
Barfuß ist Mitglied der katholischen Studentenverbindung K.St.V. Südmark München im KV.